# シフトテック
シフトテック株式会社（英: ShiftTech Inc.,）は、神奈川県小田原市に所在する株式会社。

## サービス
- bingo!CMS - パッケージ企画・開発・販売、テンプレート・デザインの開発・販売、拡張モジュールの企画・開発・販売、開発サポート・プログラム[1]
- bingo!CMS クラウドプラットフォーム - サービス企画・開発・販売、開発サポート・プログラム
- 新商品の企画・開発・運営
- ウェブサイト制作・システム開発 - bingo!CMSを使用したサイトの構築・システム開発（イントラネット・システムの構築、ECサイト・ポータルサイトなどの構築）、新サービスサイトの企画提案・開発・共同運営、サイト総合運営サポート（システムサポート、SEO、サーバー保守）[1]

## 沿革
- 2000年3月 - 「有限会社ビートアップ」として設立
- 2000年9月 - 地域ポータルサイト「0465.net」[2]を立ち上げる
- 2001年9月 - ヤフー株式会社と、ケーキレシピ情報を「Yahoo Gourmet」に提供する契約を結ぶ
- 2002年3月 - 地域ポータルサイト「0462.net」[3]を公開
- 2003年4月 - 不動産ASPサイトサービス開始
- 2004年6月 - 業務系システム構築において、リッチクライアントシステム開発言語「Curl」を利用した受託開発を開始
- 2004年10月 - GPS付き携帯電話による「IT観光ガイドシステム」を構築
- 2005年1月 - 事務所移転（小田原市国府津→小田原市城山）
- 2005年7月 - 不動産ASPサービスにコンテンツ管理システム (CMS) 機能を拡張
- 2005年10月 - カール株式会社とオフィシャル・パートナー契約を結ぶ
- 2006年3月 - MovableTypeを利用したビジネスブログ構築サービスを開始
- 2006年6月 - Google Maps APIを利用したマップによる検索対応の不動産情報ポータルサイト「紀伊国屋ネット」公開
- 2006年11月 - 新宿事務所準備室開設
- 2007年11月 - Google Mapsに対応した地域ポータルサイト構築システム「e-Know」を利用した地域ポータルサイト構築サービスを開始
- 2008年1月 - 日本Miitec株式会社と中国でのオフショア開発に向けて人材交流開始
- 2008年3月 - 自社製コンテンツ管理システム「bingo-CMS」の開発プロジェクト・スタート
- 2008年6月 - 社名を「有限会社ビートアップ」から「株式会社アイ・ティー・ディー」に変更
- 2008年7月 - 『bingo!CMS』の発売を開始
- 2008年10月 - 『bingo!CMS』バージョン1.1リリース
- 2009年1月 - 『bingo!CMS』バージョン1.2リリース
- 2009年2月 - 『bingo!CMS』バージョン1.2用システムモジュール「美容業向け管理システム for bingo!CMS」をリリース
- 2009年9月 - 『bingo!CMS』バージョン1.3リリース
- 2010年10月 - 『bingo!CMS』バージョン1.4リリース[4]
- 2010年11月 - 『bingo!CMS』のSaaS版サービス『bingo!Express』を開始[5]
- 2010年12月 - 社名を「株式会社アイ・ティー・ディー」から「シフトテック株式会社」に変更
- 2011年6月 - 『bingo!CMS』のシステムモジュール、ECサイトスターターキットをリリース[6]
- 2013年2月 - 『bingo!CMSプラス』バージョン1.5リリース
- 2014年9月 - 『bingo!CMS』バージョン1.6リリース
- 2017年10月 - 『bingo!CMS』バージョン1.7リリース
- 2019年5月 - 『bingo!CMS』バージョン1.7.4リリース（最新）[7]
- 2020年10月 - 『bingo!CMS クラウドプラットフォーム』リリース[8]
- 2023年8月 - 事務所移転（小田原市城山→小田原市寿町：現在地）[9]
- 2023年10月 - 代表取締役社長 交代[10]

## 受賞
平成26年全国広報コンクール（公益社団法人日本広報協会主催）【入選】　bingo!CMS Enterpriseを利用し制作した小田原市ホームページ